# Pável Klimenko
Pavel Yuryevich Klimenko (en ruso: Павел Юрьевич Клименко); 29 de junio de 1977-6 de noviembre de 2024) fue un Mayor general ruso que murió durante la invasión rusa de Ucrania en 2022.

## Biografía
Klimenko nació en el Krai de Stávropol el 29 de junio de 1977. Graduado de la escuela de armas combinadas de San Petersburgo, sirvió en el Cáucaso Norte y en Crimea antes de la invasión rusa de Ucrania en 2022. Klimenko fue ascendido a general de división en mayo de 2024.
Durante la guerra en Ucrania, la unidad de Klimenko fue acusada de torturar a soldados rusos que se negaron a combatir. Fuentes rusas afirmaron que había establecido un campo de concentración en una mina abandonada a las afueras de Donetsk. La brigada también fue acusada de ser responsable del asesinato de Russell Bentley en abril de 2024.
Klimenko murió en Ucrania el 6 de noviembre de 2024, a la edad de 47 años, alcanzado por un dron kamikaze. Se le concedió el título de Héroe de la Federación Rusa a título póstumo.